# Ghisolfa
La Ghisolfa è un quartiere  di Milano situato nella zona nord-ovest della città, appartenente al Municipio 8 a al NIL n. 70 "Ghisolfa". 
L'area non è ben definita, ma con questo nome si indica solitamente la zona adiacente al cavalcavia Bacula, più noto ai milanesi come Ponte della Ghisolfa, che inizia dall'imbocco di viale Luigi Bodio e piazzale Lugano.
 Una parte del quartiere è nota anche come zona Mac Mahon: essa comprende sia la zona immediatamente prima del ponte in direzione del centro cittadino, sia quella verso sud, che confina a ovest con la vecchia zona di Villapizzone e la sua stazione, e a nord ovest, separata dalla ferrovia, con il quartiere della Bovisa.
L'area prende il nome da un'antica cascina, facente parte del comune dei Corpi Santi.

## Storia

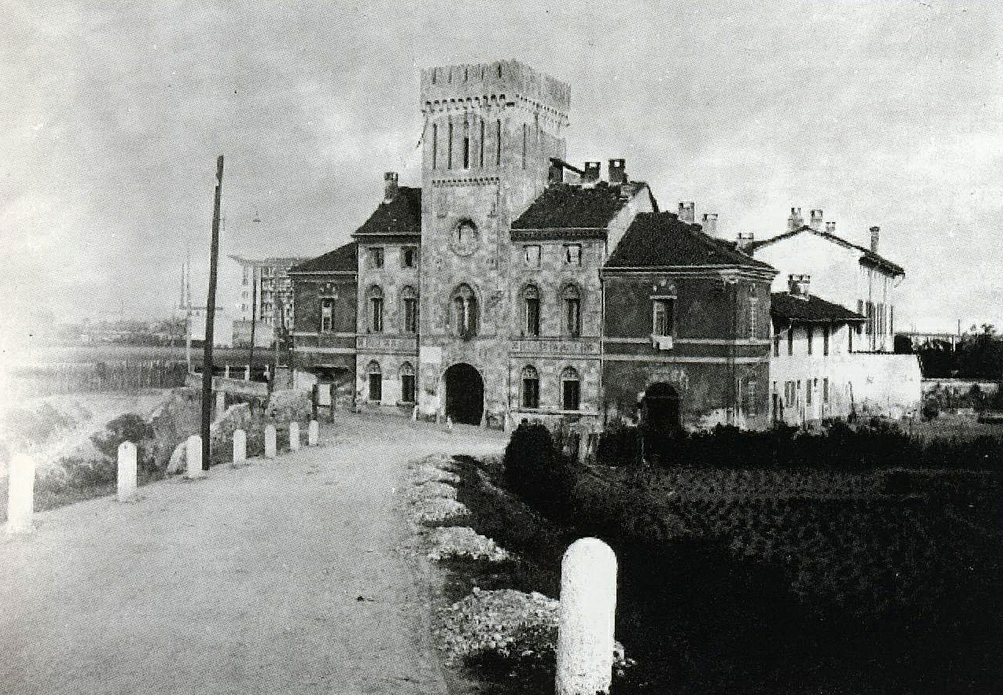
La cascina della Ghisolfa

La Ghisolfa è un piccolo quartiere a prevalenza di edifici popolari, per larga parte successivamente integrati con case moderne della piccola e media borghesia. Il quartiere si sviluppò nei due dopoguerra lungo la massicciata ferroviaria delle Ferrovie dello Stato e delle Ferrovie Nord, derivando il suo nome dal preesistente toponimo longobardo Ghisulf, che dava il nome alle cascine Ghisolfa e Ghisolfetta collocate in prossimità del terrapieno della ferrovia. Il ponte della Ghisolfa fu terminato nel 1941 (e allargato negli anni novanta), e all'inizio degli anni sessanta venne idealmente prolungato lungo viale Monteceneri con la costruzione di una strada sopraelevata a quattro corsie che arriva fino a piazzale Stuparich.
La zona circostante piazza Prealpi, con i suoi palazzi ALER, è un emblema della Milano popolare, tristemente famosa per le vicende criminali che ne hanno caratterizzato la storia negli anni novanta, con l'egemonia della cosca 'ndranghetista dei Di Giovine.
La zona è oggi caratterizzata da un'accentuata multietnicità.

## Altre località

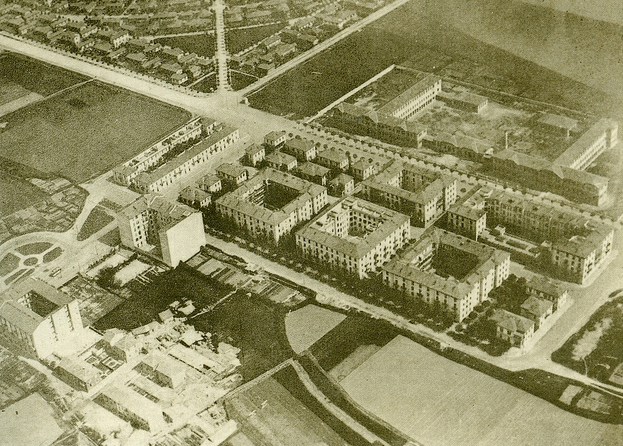
Veduta aerea di via Mac Mahon

### Quartiere Mac Mahon
L'area della Ghisolfa, compresa tra Via Mac Mahon, Viale Monte Ceneri, Via Grigna e Via Campo dei Fiori, è nota come Quartiere Mac Mahon. Questa zona è un complesso di case popolari, realizzate all'inizio del XX secolo.

## Infrastrutture e trasporti

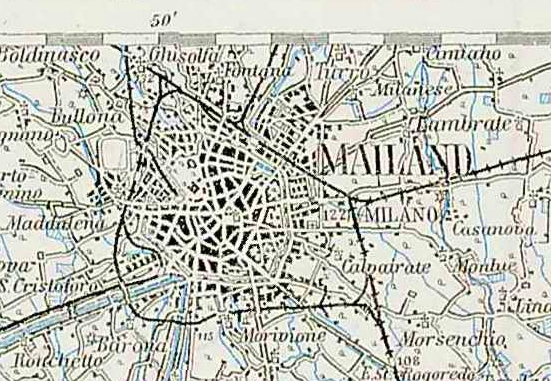
Mappa austriaca degli anni Dieci: la Ghisolfa è indicata a nord di Milano, vicino alla confluenza delle linee ferroviarie

Il quartiere della Ghisolfa è attraversato da sud-ovest a nord-est dalla circonvallazione esterna (della 90/91); il Cavalcavia Bacula, più noto ai milanesi come "Ponte della Ghisolfa", che collega Piazzale Lugano a Viale Monte Ceneri, è anch'esso parte della circonvallazione. Lungo il Viale Monte Ceneri, tra gli anni Cinquanta e Sessanta del XX secolo, è stata costruita la Sopraelevata Monte Ceneri per snellire il traffico lungo la circonvallazione; di questa si è, più volte, proposto l'abbattimento, per sostituirla con una galleria sotterranea.
Nonostante il quartiere sia sorto attorno alla massicciata ferroviaria e delle Ferrovie dello Stato e delle Ferrovie Nord, nel quartiere non si trovano stazioni ferroviarie. Nel quartiere non si trovano neanche stazioni della metropolitana.
Varie linee di autobus, di filobus e di tram, gestite da ATM, collegano la Ghisolfa ai quartieri limitrofi, al centro di Milano e a tutti i quartieri che sorgono lungo la circonvallazione.

## Curiosità
- Nel 1911 venne costruita, a lato del ponte, la scuola elementare Rinnovata, a cura di Giuseppina Pizzigoni: si trattava di una scuola sperimentale, ancora oggi esistente, con piscina e fattoria. Costituì uno di quegli esperimenti che animarono la ricerca didattica nell'area milanese nei primi decenni del XX secolo[10][11]. Alla Rinnovata insegnò anche Pierina Boranga, scrittrice bellunese dei primi del '900.
- Il quartiere ha fornito l'ambientazione per molti racconti scritti da Giovanni Testori, tra cui La Gilda del Mac Mahon e Il Ponte della Ghisolfa, quest'ultimo è una famosa raccolta di racconti brevi.
- Il film Rocco e i suoi fratelli (Luchino Visconti, 1960), è tratto da Il Ponte della Ghisolfa di Testori.
- Il quartiere è conosciuto anche fuori Milano per l'omonimo circolo anarchico frequentato da Giuseppe Pinelli e Pietro Valpreda. Sebbene la sua denominazione mantenga ancor oggi il riferimento al quartiere di origine, fin dagli anni '70 il circolo ha stabilito la sua sede in una villetta di viale Monza, fra i quartieri di Precotto e Gorla.